# Dirinon
Dirinon är en kommun i departementet Finistère i regionen Bretagne i västra Frankrike. Kommunen ligger i kantonen Landerneau som tillhör arrondissementet Brest. År 2022 hade Dirinon 2 195 invånare.

## Befolkningsutveckling
Antalet invånare i kommunen Dirinon
Referens:INSEE